# Montrouziera cauliflora
Montrouziera cauliflora är en tvåhjärtbladig växtart som beskrevs av Jules Émile Planchon och Triana. Montrouziera cauliflora ingår i släktet Montrouziera och familjen Clusiaceae. Inga underarter finns listade i Catalogue of Life.

## Bildgalleri

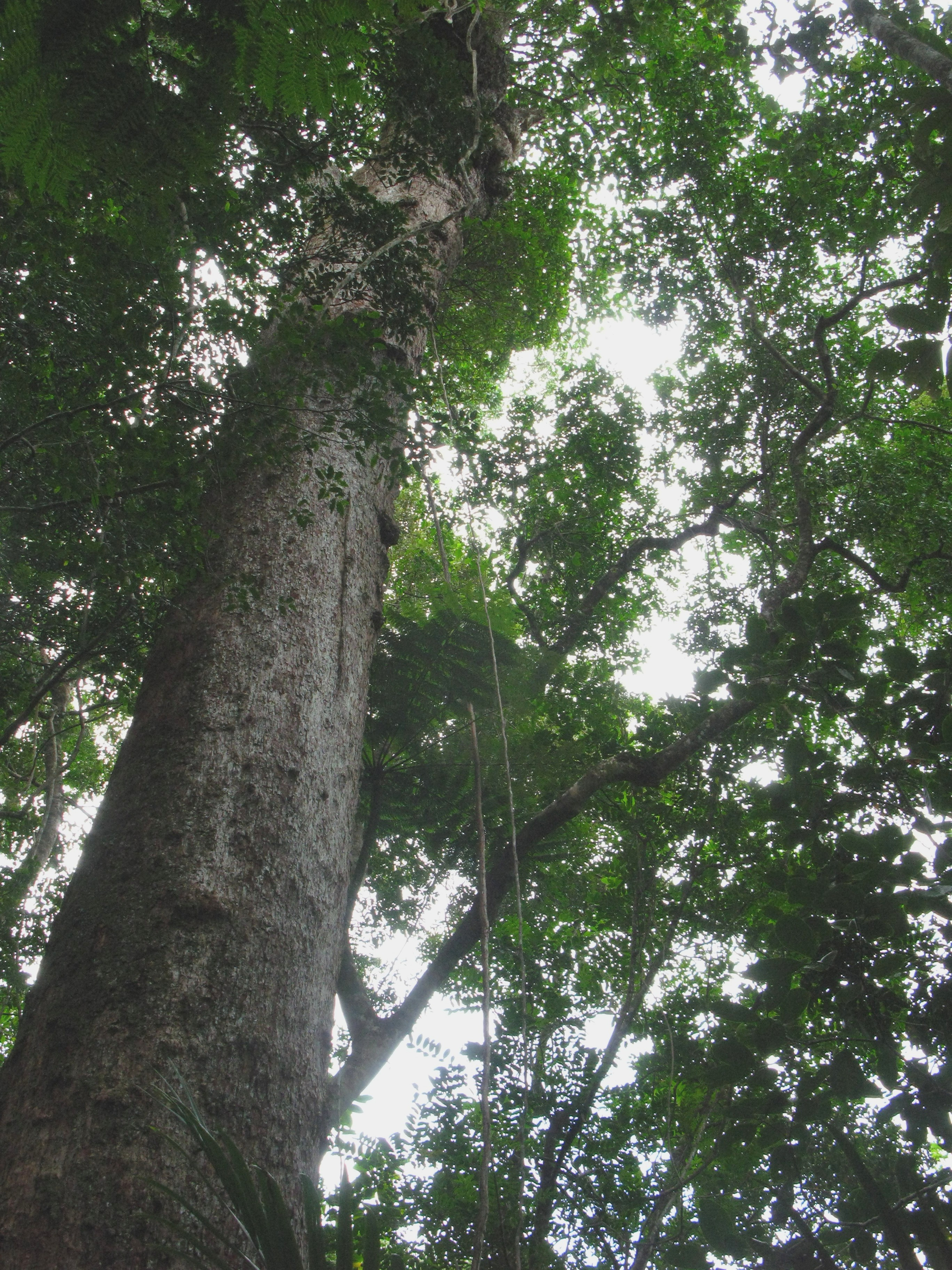
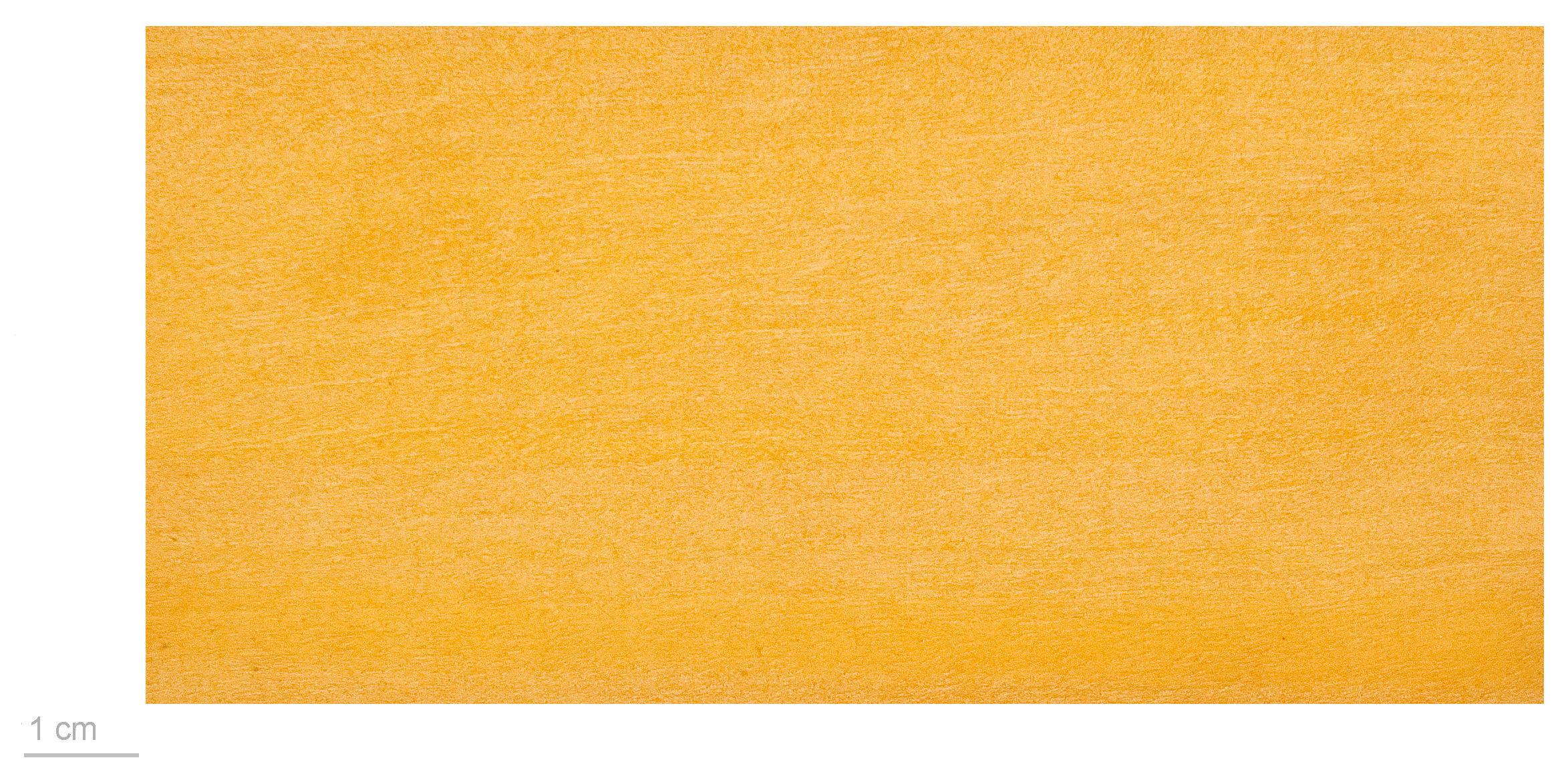